# Boy Scouts of America et al. v. Dale

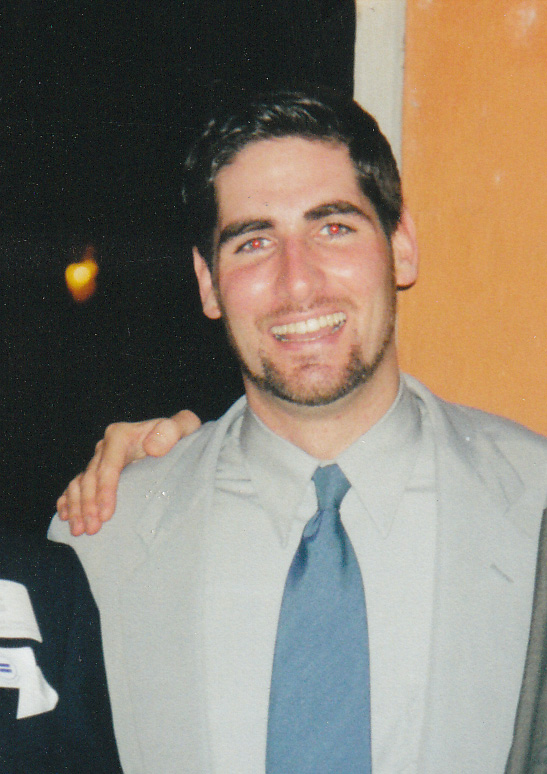
Le chef scout James Dale

Boy Scouts of America et al. v. Dale, est un procès qui se tint devant la Cour suprême des États-Unis au printemps 2000, annulant la décision de la Cour suprême du New Jersey, qui avait forcé l'organisation scoute Boy Scouts of America (BSA) à réintégrer dans ses effectifs un assistant au chef-scout nommé James Dale. 

## Historique
Alors qu'il était étudiant à l'université Rutgers, Dale devient coprésident de l'alliance étudiante gays et lesbiennes. Puis, en juillet 1990, il assiste à un séminaire sur les besoins en matière de santé spécifiques aux adolescents gays et lesbiennes. Pendant le séminaire, il fut interviewé, et le travail issu du séminaire fut publié dans la presse. Il fut immédiatement expulsé du mouvement scout après que les dirigeants de Boy Scouts of America ont lu l'interview dans un journal local, et Dale fut considéré comme un gay.

## Décisions judiciaires
Alors qu'en mars 1998 la Cour suprême du New Jersey avait forcé l'organisation scoute Boy Scouts of America à réintégrer dans ses effectifs James Dale, la Cour suprême des États-Unis a invalidé cette décision le 28 juin 2000, considérant qu'elle violait les droits de BSA, essentiellement sa liberté d'association, qui autorise une organisation privée à exclure un membre dont « la présence affecte de manière significative le groupe dans l'expression de ses opinions publiques ou privées ».
La Cour a considéré que l'opposition à l'homosexualité était une partie du message que voulait faire passer BSA dans ses valeurs, et que l'acceptation d'homosexuels à des postes de dirigeants interférerait avec ce message. Le procès a eu lieu le 26 avril 2000 et la décision a été rendue le 28 juin 2000.